# Río Jicatuyo
Río Jicatuyo är ett vattendrag i Honduras.   Det ligger i departementet Departamento de Santa Bárbara, i den västra delen av landet, 150 km nordväst om huvudstaden Tegucigalpa.